# IC 2177
IC 2177 је емисиона маглина у сазвјежђу Једнорог која се налази на листи објеката дубоког неба у Индекс каталогу.
Деклинација објекта је - 10° 27' 13" а ректасцензија 7h 4m 25,3s. IC 2177 је још познат и под ознакама LBN 1027, , Sh2-292, Be star.